# Тревіс Ґанонґ
Тревіс Ґано́нґ (14 липня 1988 , Тракі, Каліфорнія ) - американський гірськолижник, що спеціалізується на швидкісних дисциплінах. Призер та переможець етапів Кубка світу, віце-чемпіон світу у швидкісному спуску.

## Спортивна кар'єра
У Кубку світу Тревіс Ґанонґ дебютував у 28 листопада 2009 року в канадському Лейк Луїзі. Там американець не дістався фінішу ні в супергіганті, ні у швидкісному спуску. Наприкінці того ж сезону Ґанонґ посів у норвезькому Квітф'єллі 28-ме місце в супергіганті, набравши перші кубкові бали в кар'єрі.
2011 року в Гарміш-Партенкірхені взяв участь у чемпіонаті світу, але в обох швидкісних дисциплінах посів місця за межами п'ятнадцяти найкращих.
Ґанонґ увійшов до складу збірної США на Ігри в Сочі, де у швидкісному спуску посів 5-те місце. У супергіганті виступив гірше і розташувався на підсумковій 23-ій позиції. Після закінчення Олімпіади Ґанонґ посів у Квітф'єллі 3-тє місце у швидкісному спуску, вперше потрапивши до трійки найсильніших.
У сезоні 2014-2015 Ґанонґ здобув першу перемогу в кар'єрі, вигравши швидкісний спуск в італійській Санта-Катерині. На домашньому для себе чемпіонаті світу американець досить несподівано здобув срібну медаль у швидкісному спуску, програвши 0,24 секунди швейцарцеві Патріку Кюнгу.

## Результати в Кубку світу
Усі результати наведено за даними Міжнародної федерації лижного спорту.

### Підсумкові місця в Кубку світу за роками
| Сезон | Вік | Загальний залік | Слалом | Гігантський слалом | Супергігант | Швидкісний спуск | Гірськолижна комбінація |
| ----- | --- | --------------- | ------ | ------------------ | ----------- | ---------------- | ----------------------- |
| 2010  | 21  | 149             | —      | —                  | 53          | —                | —                       |
| 2011  | 22  | 115             | —      | —                  | 45          | 44               | —                       |
| 2012  | 23  | 88              | —      | —                  | 60          | 30               | —                       |
| 2013  | 24  | 57              | —      | —                  | 45          | 18               | —                       |
| 2014  | 25  | 23              | —      | —                  | 19          | 9                | —                       |
| 2015  | 26  | 29              | —      | —                  | 27          | 11               | —                       |
| 2016  | 27  | 25              | —      | —                  | 19          | 11               | —                       |
| 2017  | 28  | 22              | —      | —                  | 15          | 12               | —                       |
| 2018  | 29  | 106             | —      | —                  | 31          | 55               | —                       |
| 2019  | 30  | 44              | —      | —                  | 16          | 20               | —                       |
| 2020  | 31  | 24              | —      | —                  | 12          | 13               | —                       |
| 2021  | 32  | 40              | —      | —                  | 16          | 18               | —                       |
| 2022  | 33  | 13              | —      | —                  | 8           | 30               | —                       |

Станом на 4 грудня 2021

### П'єдестали в окремих заїздах
- 2 перемоги – (2 ШС)
- 5 п'єдесталів – (4 DH, 1 СГ); 38 топ-десять – (25 DH, 13 SG)

| Сезон | Дата              | Місце проведення        | Дисципліна       | Місце |
| ----- | ----------------- | ----------------------- | ---------------- | ----- |
| 2014  | 1 березня 2014    | Квітф'єлл (Норвегія)    | Швидкісний спуск | 3-тє  |
| 2015  | 28 грудня 2014    | Санта-Катерина (Італія) | Швидкісний спуск | 1-ше  |
| 2016  | 28 листопада 2015 | Озеро Луїза (Канада)    | Швидкісний спуск | 3-тє  |
| 2017  | 27 січня 2017     | Ґарміш (Німеччина)      | Швидкісний спуск | 1-ше  |
| 2022  | 03 грудня 2021    | Бівер Крік (США)        | Супергігант      | 3-тє  |

## Результати на чемпіонатах світу
Усі результати наведено за даними Міжнародної федерації лижного спорту.
| Рік  | Вік | Слалом | Гігантський слалом | Супергігант | Швидкісний спуск | Гірськолижна комбінація |
| ---- | --- | ------ | ------------------ | ----------- | ---------------- | ----------------------- |
| 2011 | 22  | —      | —                  | 18          | 24               | —                       |
| 2013 | 24  | —      | —                  | —           | НФ               | —                       |
| 2015 | 26  | —      | —                  | НФ          | 2                | —                       |
| 2017 | 28  | —      | —                  | 14          | 25               | —                       |
| 2019 | 30  | —      | —                  | НФ          | 26               | —                       |
| 2021 | 32  | —      | —                  | 8           | 12               | —                       |

## Результати на Олімпійських іграх
Усі результати наведено за даними Міжнародної федерації лижного спорту.
| Рік  | Вік | Слалом      | Гігантський слалом | Супергігант | Швидкісний спуск | Гірськолижна комбінація |
| ---- | --- | ----------- | ------------------ | ----------- | ---------------- | ----------------------- |
| 2014 | 25  | —           | —                  | 23          | 5                | —                       |
| 2018 | 29  | травмований | травмований        | травмований | травмований      | травмований             |